# Wang Zhizhi
Wang Zhizhi (王治郅S, Wáng ZhìzhìP; Pechino, 8 luglio 1977) è un ex cestista e allenatore di pallacanestro cinese.
Nato da genitori entrambi ex-giocatori di basket, era un centro alto 2,13 metri.

## Carriera
Con l'inaugurazione della lega nazionale, la Chinese Basketball Association, giocò dal 1995 nei Bayi Rockets. E dal 1995 al 1999, il suo ultimo anno nel campionato cinese, i Rockets instaurarono una supremazia che li portò a vincere ininterrottamente 5 titoli nazionali. Durante questo periodo, inoltre, fu una delle principali risorse della nazionale cinese, che chiuse ottava alle Olimpiade del 1996 (Wang, ancora diciannovenne, segnò 11,1 punti ad incontro), e decima a quelle del 2000 (con medie di 13,5 punti ed il 54% dal campo).
Nell'estate 1996, divenne il primo giocatore cinese ad approdare in una squadra della NBA, scelto al draft dai Dallas Mavericks. Causa alcuni problemi con la propria lega, non gli fu concesso di giocare in NBA prima della stagione 2000-01, approfittando di questo tempo per vincere un ennesimo campionato in Cina. Durante il suo soggiorno oltreoceano, Wang giocò 137 partite in 5 stagioni, anche per problemi di infortuni, giocando poco meno di 10 minuti per partita con 4,4 punti. In questi anni soggiornò per due anni a Dallas (2001-02), venne scambiato nel 2003 ai Los Angeles Clippers e a metà della stagione 2004 passò ai Miami Heat, coi quali rimase fino al 2005.
Nel 2006 fece ritorno in Cina, e fece rientro nella nazionale che lo aveva escluso negli ultimi anni per dei guai con la federazione. Nel 2006-07 ha fatto ritorno nella CBA, guidando le classifiche dei migliori realizzatori (con 27,6 punti) e rimbalzisti (9,6 a partita) e vincendo il premio di MVP del campionato.